# Spogostylum punicisetosum
Spogostylum punicisetosum är en tvåvingeart som först beskrevs av Hesse 1955.  Spogostylum punicisetosum ingår i släktet Spogostylum och familjen svävflugor. Inga underarter finns listade i Catalogue of Life.